# David Harlock
David A. Harlock (* 16. März 1971 in Toronto, Ontario) ist ein ehemaliger kanadischer Eishockeyspieler, der im Verlauf seiner aktiven Karriere zwischen 1989 und 2003 unter anderem 212 Spiele für die Toronto Maple Leafs, Washington Capitals, New York Islanders und Atlanta Thrashers in der National Hockey League (NHL) auf der Position des Verteidigers bestritten hat.

## Karriere
David Harlock begann seine Karriere als Eishockeyspieler an der University of Michigan, die er von 1989 bis 1993 besuchte, während er parallel für deren Eishockeymannschaft er in der Central Collegiate Hockey Association (CCHA) spielte. In diesem Zeitraum wurde er im NHL Entry Draft 1990 in der zweiten Runde als insgesamt 24. Spieler von den New Jersey Devils aus der National Hockey League (NHL) ausgewählt, für die er allerdings nie spielte.
Zunächst wurde der Verteidiger vom kanadischen Eishockeyverband Hockey Canada rekrutiert und verbrachte dort erhebliche Teil der Spielzeiten 1992/93 und 1993/94. Im August 1993 nahmen ihn zudem die Toronto Maple Leafs als Free Agent unter Vertrag. Nach der Teilnahme an den Olympischen Winterspielen 1994 lief Harlock von 1994 bis 1996 für die Toronto Maple Leafs auf, bei denen er sich allerdings nie ganz durchsetzen konnte. Den Großteil seiner Zeit im Franchise verbrachte er jedoch bei Torontos Farmteam St. John’s Maple Leafs in der American Hockey League (AHL). In der Saison 1996/97 stand er für die San Antonio Dragons in der International Hockey League (IHL) auf dem Eis. Zur folgenden Spielzeit wurde er von den Washington Capitals verpflichtet, für die er allerdings nur sechs Spiele in der NHL bestritt. Die gesamte restliche Spielzeit verbrachte er bei deren AHL-Kooperationspartner Portland Pirates. 
In der Saison 1998/99 spielte der Kanadier für die New York Islanders, für die er in seiner ersten kompletten NHL-Spielzeit in 70 Partien zwei Tore und sechs Vorlagen erzielte. Im NHL Expansion Draft 1999 wurde der Abwehrspieler von den neu gegründeten Atlanta Thrashers ausgewählt. Bei den Thrashers war er in seinen ersten beiden Jahren ebenfalls Stammspieler, ehe er in der Saison 2001/02 parallel für Atlantas AHL-Farmteam Chicago Wolves spielte. Im März 2002 wurde er von Atlanta gemeinsam mit einem Dritt- und Siebtrunden-Wahlrecht im NHL Entry Draft 2003 an die Philadelphia Flyers abgegeben, die im Gegenzug Francis Lessard an die Thrashers abgaben. In den folgenden eineinviertel Jahren spielte Harlock jedoch ausschließlich für deren AHL-Farmteam Philadelphia Phantoms. Nach der Spielzeit 2002/03 beendete der 32-Jährige seine aktive Laufbahn.

### International
Für Kanada nahm Harlock an den Olympischen Winterspielen 1994 in Lillehammer teil, bei denen er mit seiner Mannschaft die Silbermedaille gewann. Zuvor hatte der Verteidiger bei der Junioren-Weltmeisterschaft 1991 mit der kanadischen U20-Auswahl die Goldmedaille gewonnen.

## Erfolge und Auszeichnungen
- 1991 Goldmedaille bei der Junioren-Weltmeisterschaft
- 1994 Silbermedaille bei den Olympischen Winterspielen
- 1996 Teilnahme am AHL All-Star Classic

## Karrierestatistik

### International
Vertrat Kanada bei:
- Junioren-Weltmeisterschaft 1991
- Olympischen Winterspielen 1994

(Legende zur Spielerstatistik: Sp oder GP = absolvierte Spiele; T oder G = erzielte Tore; V oder A = erzielte Assists; Pkt oder Pts = erzielte Scorerpunkte; SM oder PIM = erhaltene Strafminuten; +/− = Plus/Minus-Bilanz; PP = erzielte Überzahltore; SH = erzielte Unterzahltore; GW = erzielte Siegtore; 1 Play-downs/Relegation; Kursiv: Statistik nicht vollständig)